# Birken-Mittelmeß
Das Natur- und Landschaftsschutzgebiet Birken-Mittelmeß befindet sich auf dem Gebiet der Städte Bad Dürrheim und Donaueschingen im Schwarzwald-Baar-Kreis/Baden-Württemberg.
Es liegt nordöstlich von Pfohren, einem Stadtteil von Donaueschingen und grenzt im Osten an das Naturschutzgebiet Unterhölzer Wald.

## Bedeutung
Für Bad Dürrheim und Donaueschingen ist seit dem 17. Dezember 1996 ein 170,9 Hektar großes Gebiet unter der Kenn-Nummer 3.230 als Naturschutzgebiet ausgewiesen. Es handelt sich um ein überregional bedeutendes, ausgedehntes Riedgebiet – ein Mosaik aus Mooren, Großseggenrieden, Röhrichten, Feuchtwiesen, Magerrasen, Hochstaudenfluren und Gehölzen. Es ist ein Lebensraum zahlreicher seltener und gefährdeter Tier- und Pflanzenarten; es ist ein Brut-, Rast- und Überwinterungsgebiet für gefährdete Vogelarten.
Das ergänzende Landschaftsschutzgebiet mit der Nr. 3.26.025 hat eine Größe von rund 138 Hektar.